# Rapporto speciale sul Riscaldamento globale di 1,5 °C

Il Rapporto speciale sul Riscaldamento globale di 1,5 °C (SR 15) è stato presentato l'8 ottobre 2018 alla 48ª sessione dell'IPCC tenuta a Incheon (Corea del Sud), come parte del Sesto Rapporto di valutazione dell'IPCC (AR6).

## Premesse
Nel dicembre 2015 la XXI Conferenza delle Parti dell'UNFCCC (COP21), conosciuta anche come Accordo di Parigi, aveva incaricato l'IPCC di presentare un rapporto con l'obiettivo di limitare il riscaldamento globale ben al di sotto dei 2 °C rispetto ai livelli preindustriali, cercando di moltiplicare gli sforzi per mantenerlo entro gli 1,5 °C. Il Rapporto è stato redatto da 91 autori e revisori provenienti da 40 paesi, con le citazioni di oltre 6.000 riferimenti scientifici e il contributo di migliaia di esperti e di revisioni da parte dei governi di tutto il mondo.
Il riscaldamento globale aumenterà probabilmente di 1,5 °C rispetto ai livelli preindustriali tra il 2030 e il 2052 se il riscaldamento continuerà ad aumentare al ritmo attuale. Il rapporto SR15 fornisce una sintesi delle ricerche esistenti sull'impatto che un incremento di 1,5 °C avrebbe sul pianeta e delle misure necessarie per limitare il riscaldamento globale. Anche assumendo la piena attuazione dei contributi determinati a livello nazionale (NDC) presentati dalle Parti nell'Accordo di Parigi, le emissioni nette aumenterebbero, rispetto al 2010, di circa 3 °C entro il 2100. Al contrario, limitare il riscaldamento al di sotto o vicino a 1,5 °C richiederebbe di ridurre le emissioni di circa il 45% entro il 2030 e raggiungere lo zero netto entro il 2050; per contenere il riscaldamento globale al di sotto dei 2 °C le emissioni di CO₂ dovrebbero diminuire del 25% entro il 2030 e del 100% entro il 2075.
Gli scenari che consentirebbero tale riduzione entro il 2050 descrivono una rapida transizione verso la produzione di elettricità attraverso metodi a emissioni inferiori e un aumento dell'uso dell'elettricità invece di altri combustibili in settori come i trasporti. In media, gli scenari descrivono la quota di energia primaria prodotta dalle rinnovabili in aumento al 60%, mentre la quota prodotta dal carbone scende al 5% e il petrolio al 13%. La maggior parte degli scenari descrive un ruolo più ampio per l'energia nucleare e la cattura e stoccaggio del carbonio (CCS) e un minore utilizzo del gas naturale.
Presuppongono inoltre che vengano intraprese contemporaneamente altre misure (come le emissioni da metano, black carbon, protossido di azoto) devono essere ridotte allo stesso modo, la domanda di energia è invariata, ridotta anche del 30% o compensata su una scala senza precedenti di metodi di rimozione dell'anidride carbonica ancora da sviluppare, mentre nuove politiche e ricerche consentono di migliorare l'efficienza nell'agricoltura e nell'industria.

### Incremento di 1,5 °C o 2 °C
Secondo il rapporto, con un incremento del riscaldamento globale di 1,5 °C ci sarebbero maggiori rischi per «salute, mezzi di sussistenza, sicurezza alimentare, approvvigionamento idrico, sicurezza umana e crescita economica». I vettori di impatto includono la riduzione dei raccolti e la qualità nutrizionale. Anche il bestiame è colpito dall'aumento delle temperature a causa dei «cambiamenti nella qualità dei mangimi, diffusione di malattie e disponibilità di risorse idriche». Si prevede che aumenteranno «i rischi di alcune malattie trasmesse da vettori, come la malaria e la febbre dengue».
«Limitare il riscaldamento globale a 1,5 °C, rispetto a 2 °C, potrebbe ridurre sia il numero di persone esposte ai rischi legati al clima che quelle a rischio di povertà di diverse centinaia di milioni entro il 2050».
I rischi legati al clima associati all'aumento del riscaldamento globale dipendono dalla posizione geografica, dai livelli di sviluppo e vulnerabilità e dalla velocità e dalla portata delle pratiche di mitigazione e adattamento climatico. Per esempio, le isole di calore amplificano gli impatti delle ondate di calore nelle città. Le proiezioni indicano «per i paesi tropicali e subtropicali dell'Emisfero meridionale, impatti maggiori sulla crescita economica».

#### Meteo, livello del mare e ghiaccio
Molte regioni e stagioni subiscono un riscaldamento superiore alla media annuale globale: «due o tre volte superiore alla media osservato nell'Artico. Il riscaldamento è generalmente superiore sulla terraferma rispetto agli oceani e si correla con le temperature estreme (che si prevede si riscalderanno fino a due volte di più sulla terraferma rispetto alla temperatura media globale in superficie) e con le precipitazioni estreme (sia forti piogge che siccità). I livelli di rischio valutati sono generalmente aumentati rispetto al precedente Rapporto dell'IPCC. Le proiezioni per il livello medio globale del mare prevedono un aumento (rispetto al 1986-2005) da 0,26 a 0,77 metri entro il 2100 per un riscaldamento globale di 1,5 °C e circa 0,1 metri in più per 2 °C. Una differenza di 0,1 metri corrisponde a 10 milioni di persone, in più o in meno, esposte a rischi correlati.
«Il livello del mare continuerà a salire dopo il 2100 anche se il riscaldamento globale sarà limitato a 1,5 °C nel XXI secolo.» «L'instabilità della calotta glaciale marina antartica e/o la perdita irreversibile della calotta glaciale della Groenlandia potrebbero tradursi in un innalzamento del livello del mare di alcuni metri in un arco temporale che va dalle centinaia alle migliaia di anni» con un riscaldamento globale tra 1,5 °C e 2 °. C’è «la probabilità che l'Oceano Artico sia privo di ghiacci marini durante l'estate sarà considerevolmente inferiore in presenza di un riscaldamento globale di 1,5 °C rispetto a 2 °C.» Nelle proiezioni «limitare il riscaldamento globale a 1,5 °C anziché a 2 °C, eviterà l'ulteriore scongelamento del permafrost di un'estensione compresa tra 1,5 e 2,5 milioni di chilometri quadrati nei secoli a venire.»

#### Ecosistemi
«Un modello globale di pesca indica una diminuzione nel pescato totale di circa 1,5 milioni di tonnellate per una proiezione di 1,5 °C di riscaldamento globale rispetto alla perdita di oltre 3 milioni di tonnellate per 2 °C.» Si prevede che le barriere coralline diminuiranno del 70-90% con 1,5 °C e di oltre il 99% con 2 °C. Nelle proiezioni, su 105.000 specie studiate, «il 6% degli insetti, l'8% dei vegetali e il 4% dei vertebrati perdono più di metà delle loro aree geografiche» con un riscaldamento globale di 1,5 °C, «rispetto al 18% degli insetti, al 16% dei vegetali e all'8% di vertebrati con un riscaldamento globale di 2 °C.»
«Approssimativamente il 4% della superficie terrestre subisce una trasformazione da un tipo a un altro di ecosistema a 1 °C di riscaldamento globale, rispetto al 13% a 2 °C.» «La tundra alle alte latitudini e le foreste boreali sono particolarmente a rischio di degrado e di riduzione dell'estensione a causa dei cambiamenti climatici, con una vegetazione di arbusti legnosi che già sconfina nella tundra, processo che avanzerà con un ulteriore riscaldamento.»

### Limitare l'aumento della temperatura
Le attività umane con le emissioni dei gas serra hanno già contribuito a un incremento del riscaldamento globale di 0,8-1,2 °C. Tuttavia «è improbabile che le emissioni antropogeniche (che comprendono gas serra, aerosol e i loro precursori) avvenute fino a oggi causino un ulteriore riscaldamento di oltre 0,5 °C nel corso dei prossimi due o tre decenni».

#### Bilancio totale di carbonio
«Il contenimento del riscaldamento globale richiede una limitazione delle emissioni globali cumulate antropogeniche di CO₂ dal periodo preindustriale, cioè richiede di rimanere entro un bilancio totale di carbonio (carbon budget)».
«La scelta di come misurare la temperatura globale influisce sulla stima del bilancio di carbonio rimanente. L'utilizzo della temperatura media globale superficiale dell'aria (GSAT), come nel Rapporto AR5, porta ad una stima del bilancio di carbonio rimanente di 580 GtCO₂ (gigatonnellate) per un 50% di probabilità di limitare il riscaldamento a 1,5 °C e di 420 GtCO₂ per una probabilità del 66%. Invece l'utilizzo della temperatura media globale superficiale (GMST) fornisce stime di 770 e 570 GtCO₂ per probabilità rispettivamente del 50% e 66%».
«Per la fine del 2017, si stima che le emissioni antropogeniche di CO₂ dal periodo preindustriale abbiano ridotto il bilancio totale di carbonio
approssimativamente di 2200±320 GtCO₂».
«Le incertezze sulla risposta climatica alle emissioni di CO₂ e di sostanze diverse dalla CO₂ contribuiscono per ±400 GtCO₂ e i livelli di riscaldamento storico contribuiscono per ±250 GtCO₂. I potenziali ulteriori rilasci di carbonio dal futuro disgelo del permafrost e di metano dalle zone paludose ridurrebbe il bilancio sino a 100 GtCO₂ nel corso di questo secolo. Inoltre, il livello di mitigazione di emissioni non-CO₂ in futuro potrebbe modificare il rimanente bilancio di carbonio di 250 GtCO₂».

#### Riduzioni necessarie delle emissioni
Le attuali ambizioni di mitigazione dichiarate a livello nazionale, come presentate nell'ambito dell'Accordo di Parigi, porterebbero a emissioni globali di gas serra di 52-58 GtCO₂e all'anno, entro il 2030. «I percorsi che implementano questi obiettivi non limiterebbero il riscaldamento globale a 1,5 °C, nemmeno se rafforzati dopo il 2030 con aumenti molto impegnativi». Invece, sono "ampiamente coerenti" con un riscaldamento di circa 3 °C entro il 2100 e oltre.
Limitare il riscaldamento globale a 1,5 °C con un superamento nullo o limitato richiederebbe la riduzione delle emissioni al di sotto di 35 GtCO₂e all'anno nel 2030, indipendentemente dal percorso scelto. La maggior parte rientra tra 25-30 GtCO₂e all'anno, una riduzione del 40-50% rispetto ai livelli del 2010.
Il rapporto afferma che per limitare il riscaldamento al di sotto di 1,5 °C «le emissioni globali nette di CO₂ causate dall'uomo dovrebbero diminuire di circa il 45% rispetto ai livelli del 2010 entro il 2030, raggiungendo lo zero netto intorno al 2050». Anche solo per limitare il riscaldamento globale al di sotto dei 2 °C, le emissioni di CO₂ dovrebbero diminuire del 25% entro il 2030 e del 100% entro il 2075.
Le emissioni diverse dalla CO₂ dovrebbero diminuire in modi più o meno simili.
Ciò comporta riduzioni profonde delle emissioni di metano e black carbon: almeno il 35% di entrambi entro il 2050, rispetto al 2010, per limitare il riscaldamento intorno a 1,5 °C. Tali misure potrebbero essere intraprese nel settore energetico e riducendo il protossido di azoto e il metano prodotti dall'agricoltura, il metano proveniente dal settore dei rifiuti e alcune altre fonti di black carbon e idrofluorocarburi.
Su scale temporali più lunghe, per prevenire un ulteriore riscaldamento dovuto ai feedback del sistema Terra e per invertire il processo di acidificazione degli oceani potrebbero comunque essere necessari il mantenimento di un valore negativo netto globale di emissioni di CO₂ antropogeniche e/o ulteriori riduzioni della forzante radiativa non legata alla CO₂.

#### Percorsi verso 1,5 °C
Vengono presi in considerazione vari percorsi, che descrivono scenari per la mitigazione del riscaldamento globale, comprese le opzioni per l'approvvigionamento energetico e le tecnologie a emissioni negative (come l'imboschimento o la rimozione dell'anidride carbonica).
Esempi di azioni coerenti con il percorso a 1,5 °C includono «il passaggio alla generazione di energia a basse o zero emissioni, come le energie rinnovabili; la modifica dei sistemi alimentari, come i cambiamenti nella dieta lontano dai prodotti animali che richiedono un uso intensivo del suolo; l'elettrificazione dei trasporti e lo sviluppo di "infrastrutture verdi", come la costruzione di tetti verdi, o il miglioramento dell'efficienza energetica attraverso una pianificazione urbana intelligente, che cambierà l'assetto strutturale di molte città».
Come altro esempio, sarebbe necessario un aumento del rimboschimento di 9 500 000 km² entro il 2050 rispetto al 2010.
I percorsi ipotizzano anche un aumento degli investimenti annuali nelle tecnologie energetiche a basse emissioni di carbonio e nell'efficienza energetica di circa un fattore da quattro a dieci entro il 2050 rispetto al 2015.
| P1                                           | P2                                                                | P3                                                      | P4                                                                             |
| -------------------------------------------- | ----------------------------------------------------------------- | ------------------------------------------------------- | ------------------------------------------------------------------------------ |
| Scenario a basso fabbisogno energetico (LED) | S1, basato su SSP1                                                | S2, basato su SSP2                                      | S5, basato su SSP5                                                             |
| Grubler, Arnulf et al., 2018                 | Percorso socio-economico condiviso 1 (SSP1: sviluppo sostenibile) | Percorso socio-economico condiviso 2 (SSP2: intermedio) | Percorso socio-economico condiviso 5 (SSP5: sviluppo con combustibili fossili) |

#### Rimozione dell'anidride carbonica
I percorsi di emissione che raggiungono 1,5 °C contenuti nel rapporto considerano l'utilizzo della rimozione dell'anidride carbonica (CDR) per compensare le emissioni residue.
«Gli andamenti che producono un temporaneo superamento di 1,5 °C di riscaldamento globale, per garantire il rientro al di sotto del limite di 1,5 °C entro il 2100, si affidano nella seconda parte del secolo alla rimozione dell'anidride carbonica in quantità superiori alle emissioni residue di CO₂»
Invertire il riscaldamento dopo un superamento di 0,2 °C o più nel corso di questo secolo richiederebbe un aumento di scala negli interventi e l'implementazione di rimozione dell'anidride carbonica a velocità e volumi che potrebbero non essere ottenibili.
Il rapporto evidenzia una tecnologia di rimozione dell'anidride carbonica chiamata "bioenergia con cattura e stoccaggio dell'anidride carbonica" (BECCS).
Il rapporto rileva che, a parte l'imboschimento/rimboschimento e il ripristino dell'ecosistema, «la fattibilità dell'implementazione su vasta scala di molte tecnologie CDR rimane una questione aperta», con aree di incertezza riguardanti l'ampliamento tecnologico, la governance, le questioni etiche, la politica e il ciclo del carbonio.
Il rapporto rileva che la tecnologia di rimozione dell'anidride carbonica è agli inizi e la fattibilità è una questione aperta. Sono citate stime recenti che danno un potenziale fino a 5 GtCO₂ all'anno per BECCS e fino a 3,6 GtCO₂ all'anno per l'imboschimento.

#### Gestione della radiazione solare
Il rapporto descrive varie proposte per la gestione della radiazione solare (SRM).
Il rapporto conclude che le misure per la gestione della radiazione solare hanno il potenziale per limitare il riscaldamento, «tuttavia esse sono caratterizzate da grandi incertezze e carenze nelle conoscenze, e anche rischi sostanziali, limiti istituzionali e sociali al loro sviluppo, legati ai sistemi di governance, a temi etici e agli impatti sullo sviluppo sostenibile».
Un'analisi delle proposte di geoingegneria pubblicate su "Nature Communication" ha confermato i risultati del rapporto SR15, affermando che queste tecnologie  «sono nelle prime fasi di sviluppo, comportano incertezze e rischi sostanziali e sollevano dilemmi etici e di governance. Sulla base delle conoscenze attuali, le tecniche di geoingegneria climatica non possono essere ritenute affidabili per contribuire in modo significativo al raggiungimento degli obiettivi di temperatura dell'Accordo di Parigi».